# 17681 Tweedledum
17681 Tweedledum (1997 AQ6) là một tiểu hành tinh vành đai chính bên trong được phát hiện ngày 6 tháng 1 năm 1997 bởi T. Urata ở Đài thiên văn Nihondaira.